# Liste des arrêts de la Cour suprême des États-Unis, volume 539
Ceci est une liste des arrêts de la Cour suprême des États-Unis du volume 539 de l’United States Reports (2003) :

## Liste
- Beneficial Nat. Bank v. Anderson, 539 U.S.  1 (2003)
- Dastar Corp. v. Twentieth Century Fox Film Corp., 539 U.S.  23 (2003)
- Entergy La., Inc. v. Louisiana Pub. Serv. Comm'n, 539 U.S.  39 (2003)
- Citizens Bank v. Alafabco, Inc., 539 U.S.  52 (2003) (per curiam)
- Hillside Dairy Inc. v. Lyons, 539 U.S.  59 (2003)
- Nguyen v. United States, 539 U.S.  69 (2003)
- Desert Palace, Inc. v. Costa, 539 U.S.  90 (2003)
- Fitzgerald v. Racing Assn. of Central Iowa, 539 U.S.  103 (2003)
- Dow Chemical Co. v. Stephenson, 539 U.S.  111 (2003) (per curiam)
- Virginia v. Hicks, 539 U.S.  113 (2003)
- Overton v. Bazzetta, 539 U.S.  126 (2003)
- Federal Election Comm'n v. Beaumont, 539 U.S.  146 (2003)
- Sell v. United States, 539 U.S.  166 (2003)
- United States v. American Library Assn., Inc., 539 U.S.  194 (2003)
- Gratz v. Bollinger, 539 U.S.  244 (2003)
- Grutter v. Bollinger, 539 U.S.  306 (2003)
- American Ins. Assn. v. Garamendi, 539 U.S.  396 (2003)
- Green Tree Financial Corp. v. Bazzle, 539 U.S.  444 (2003)
- Georgia v. Ashcroft, 539 U.S.  461 (2003)
- Wiggins v. Smith, 539 U.S.  510 (2003)
- Lawrence v. Texas, 539 U.S.  558 (2003)
- Stogner v. California, 539 U.S.  607 (2003)
- Nike, Inc. v. Kasky, 539 U.S.  654 (2003)
- Prato v. Vallas, 539 U.S.  1301 (2003)

## Source
- (en) Cet article est partiellement ou en totalité issu de l’article de Wikipédia en anglais intitulé « List of United States Supreme Court cases, volume 539 » (voir la liste des auteurs).